# Rudolf Thurneysen
Eduard Rudolf Thurneysen (* 14. März 1857 in Basel; † 9. August 1940 in Bonn) war ein Schweizer Sprachwissenschaftler und einer der bedeutendsten Keltologen.

## Leben
Thurneysen studierte Klassische Philologie in Basel, Leipzig, Berlin und Paris. Die Promotion erfolgte 1879 in Leipzig, die Habilitation für Romanische und Keltische Philologie 1882 in Jena. Von 1885 bis 1887 lehrte er als außerordentlicher Professor der vergleichenden Sprachforschung und Romanistik in Jena und folgte dann einem Ruf an die Universität Freiburg im Breisgau, wo er nach dem Weggang von Karl Brugmann nach Leipzig dessen Lehrstuhl übernahm. 1904 wurde er zum korrespondierenden Mitglied der Göttinger Akademie der Wissenschaften gewählt. Von 1913 bis 1923 lehrte er in Bonn als ordentlicher Professor für Indogermanische Sprachwissenschaft. Der Heidelberger Akademie der Wissenschaften gehörte er seit 1910 als außerordentliches und seit 1913 als auswärtiges Mitglied an. 1919 wurde er zum korrespondierenden Mitglied der Bayerischen und 1925 der Preußischen Akademie der Wissenschaften gewählt. Im Jahr 1939 wurde ihm die Goethe-Medaille für Kunst und Wissenschaft verliehen.
Thurneysens Forschungen umfassten neben Studien der romanischen und indogermanischen Sprachen vor allem das Keltische mit Schwerpunkt auf der altirischen Sprachwissenschaft, Philologie und Rechtsgeschichte.

## Schriften
- Über Herkunft und Bildung der lateinischen Verba auf -io der dritten und vierten Conjugation und über ihr gegenseitiges Verhältniß. Leipzig 1879. archive.org
- Keltoromanisches, die keltischen Etymologieen im etymologischen Wörterbuch der romanischen Sprachen von F. Diez. Halle 1884. archive.org
- Der Saturnier und sein Verhältniss zum späteren römischen Volksverse. Halle 1885. archive.org
- Das Verbum être und die französische Conjugation: Ein Bruchstück aus der Entwicklungsgeschichte der französischen Flexion. Halle 1892. Google-Books
- Sagen aus dem alten Irland. Berlin 1901. archive.org
- Die Etymologie: Eine akademische Rede. Freiburg 1905. archive.org
- Handbuch des Alt-Irischen. Grammatik, Texte und Wörterbuch.
  - I. Teil: Grammatik. Heidelberg 1909. archive.org
  - II. Teil: Texte mit Wörterbuch. Heidelberg 1909. archive.org
- Die irische Helden- und Königsage bis zum siebzehnten Jahrhundert. Halle 1921. archive.org